# Magirus-Deutz 232 D 19
Magírus-Deutz 232 D 19 (290 D 26) (рус. Маги́рус-Дойтц 232 Д 19 (290 Д 26)) — крупнотоннажные грузовые автомобили, производившиеся германской автомобилестроительной фирмой Magirus-Deutz, первоначально дочерним предприятием акционерной компании Klöckner-Humboldt-Deutz AG (KHD), с 1 января 1975 года — концерна Iveco. Грузовики были предназначены для работы в трудных климатических и плохих дорожных условиях. В 1975—76 годах поставлялись в СССР в рамках так называемого «проекта „Дельта“» для работы на строительстве БАМа и других объектов Дальнего Востока, Сибири (газовые и нефтяные промыслы Томской, Тюменской областей и входящих в состав второй ХМАО и ЯНАО), Кольского полуострова (рудники ПО «Апатит» в Хибинах) и Северного Казахстана.
По сравнению с советскими автомобилями, Магирусы имели более высокие динамические качества, хорошие эксплуатационные и экономические показатели, отличались комфортабельностью и лёгкостью в управлении в любых климатических и дорожных условиях.

## История
Созданная в Ульме 10 марта 1866 года Конрадом Дитрихом Магирусом фирма «Feuerwehr-Requisiten-Fabrik C. D. Magirus» первоначально специализировалась на производстве инвентаря и оборудования для пожарных команд. В 1903 году на купленном шасси, приводимым в движение паровым двигателем, была смонтирована первая пожарная машина. В 1911 году для привлечения капитала фирма перерегистрировалась в акционерное общество и изменило название на «C. D. Magirus AG». К 1917 году под руководством инженера Генриха Бушмана было освоено собственное производство автомобильных шасси и моторов и начат выпуск грузовых автомобилей 3С-V110 (3 — грузоподъёмность 3 тонны, С (Сardano) — с карданным валом, V110 — диаметр цилиндра 110 мм).
В результате мирового экономического кризиса фирма оказалась на грани банкротства и в 1936 году была выкуплена кёльнской акционерной компанией «Humboldt-Deutzmotoren AG», занимавшейся выпуском двигателей, но не имевшей для своей продукции достаточного рынка сбыта).
После Второй мировой войны двигатели c водяным охлаждением на автомобилях и автобусах, выпускаемых фирмой, теперь уже называвшейся Magirus-Deutz (с 1938 года дочерняя фирма акционерного общества Klöckner-Humboldt-Deutz AG (KHD)), постепенно были заменены на новые двигатели воздушного охлаждения. С 1948 года уже практически вся продукция Magirus-Deutz оснащалась только такими двигателями, ставшими наравне с логотипом марки — стилизованным силуэтом Ульмского собора и буквы «М», возвращённым на автомобили в 1949 году, фирменной особенностью Магирусов на протяжении следующих нескольких десятилетий.
В 50-60-х годах фирма успешно развивалась, поставляя свою продукцию как на внутригерманский рынок (около 20 % автопарка страны), так и на экспорт. В производстве находились модели начиная от 70-сильных трёхтонников и до 290-сильных моделей грузоподъёмностью 17,5 тонн, капотные (нем. Hauber) — с расположением двигателя перед кабиной водителя, и бескапотные (нем. Frontlenker) — с двигателем под кабиной, с дизельными рядными — или V-моторами Deutz. На шасси Магирусов выпускались: автобусы, пожарные машины, автобетоносмесители, автобетононасосы, седельные тягачи, автомобили для коммунального хозяйства (мусоровозы, снегоуборочные машины, уборщики проезжей части дорог) и т. д.; но основное производство составляли строительные машины — самосвалы и бортовые.
К началу 70-х положение в Magirus-Deutz значительно ухудшилось, что было связано с возрастающей конкуренцией, затратами на постройку нового автозавода в Ульме и необходимостью инвестиций для проектировки новых моделей средней грузоподъёмности. По этим причинам во второй половине 1974 года KHD вывела Magirus-Deutz из своего состава в отдельную фирму, которая 1 января 1975 года была передана в организованную итальянским концерном FIAT международную автомобилестроительную компанию IVECO. Параллельно этим действиям, 2 октября 1974 года представители KHD подписали в Москве контракт, на сумму около 1,1 млрд немецких марок, с советским «Автоэкспортом» на поставку в СССР в 1975-76 годах около 9500 тяжёлых самосвалов и бортовых грузовиков Magirus 232 D 19 и Magirus 290 D 26. Эти модели являлись экспортными вариантами продукции KHD и на внутренний рынок Германии не поставлялись. К 1 января 1975 года первая партия бамовских Магирусов стояла готовой к отправке в Советский Союз. В результате этой, крупнейшей в истории фирмы, и других экспортных сделок в 1975 году экспортная продукция составила 70 % всего производства Magirus-Deutz, и фирма вышла на второе место среди германских производителей грузовых автомобилей.

## Модификации автомобилей для Советского Союза
Несмотря на то что к концу 60-х — началу 70-х большинство ведущих западно-европейских производителей-конкурентов (Daimler-Benz, MAN) стало полностью переходить на производство бескапотных моделей грузовиков, Magirus-Deutz, также имевший в своей программе данный тип, в начале 1971 года для «консервативных» клиентов, предпочитавших иметь перед собой в случае аварии «зону безопасности», всё же представил на автомобильный рынок новое поколение грузовиков — «строительные быки» (нем. Baubullen), имевшее классическое расположение двигателя — перед кабиной водителя. К этому модельному ряду относились и грузовики, в 1975-76 гг. экспортируемые в СССР.
Основную массу поставок в СССР составили бортовые и самосвальные грузовые автомобили Magirus 290 D 26, а также Magirus 232 D 19. Кроме этого, на шасси Magirus 290 D 26 поставлялись: седельные тягачи с полуприцепами-трубовозами, получившие обозначение 290 D 26 S; автобетоносмесители с ёмкостью 6,5 м³ производства фирмы Joseph Vögele; фургоны-автомастерские для ремонта Магирусов (для увеличения площади мастерской фургон раздвигался до ширины 3,75 м), оборудованные фирмой Rhein-Bayern, и фургоны-автомастерские производства и комплектации фирмы Orenstein & Koppel для ремонта строительной техники, которые дополнительно комплектовались прицепами с дизельными электростанциями и воздушными компрессорами. На шасси Magirus 232 D 19 поставлялись фургоны-автомастерские фирмы Orenstein & Koppel для ремонта и заправки смазочного оборудования. Часть заказа на более мощные тягачи KHD передало компании FAUN, использовавшей на своих машинах двигатели Deutz.
Автомобили, поставляемые по контракту 1974 года, имели яркий оранжевый цвет — необычный для советских грузовиков, но стандартный для германских автомобилей коммунального хозяйства; фургоны-автомастерские окрашивались в ярко-красный цвет.

### Седельные тягачи Магирус 290 D 26 S
- 232 — мощность двигателя грузовика в л. с.[16],
- D — двигатель с непосредственным впрыском топлива (нем. Direkteinspritzer),
- 19 — полная разрешённая масса автомобиля в тоннах,
- L — бортовая платформа (нем. Lastwagen),
- K — самосвальная платформа (нем. Kipper),
- S — седельный тягач (нем. Satelschlepper).

- Колесная формула — 6х4.
- Грузоподъёмность — 24 т.
- трёхосный полуприцеп с крановой установкой фирмы Klaus Multiparking для транспортировки труб большого диаметра длиной до 24 метров.
- Общая длина — 29,5 метрa[17].

### Седельные тягачи FAUN
FAUN HZ 36.40/45 (HZ 34.30/41):
- Колесная формула — 6х4 и (6x6).
- Грузоподъёмность — 60 т.
- Двигатель Deutz — 380 и 320 л. с. соответственно, тип F 12L 413, дизельный, V-образный, 4-тактный, 12-цилиндровый, с непосредственным впрыском и воздушным охлаждением.
- 16-ступенчатая коробка передач.
- трёхосный низкорамный трал-полуприцеп Goldhofer[нем.] (с крановой установкой) для транспортировки труб до 38 метров.
- Кроме двигателей Deutz, на тягачах фирмы FAUN устанавливались также и магирусовские водительские кабины[17][18].

## Кабина
В связи с унификацией производства, все новые капотные Магирусы имели совершенно идентичные кабины, моторные отсеки (капоты), переднюю облицовку и крылья передних колёс. В зависимости от устанавливаемого двигателя варьировалась лишь длина капота: 1036 мм для 8-цилиндрового двигателя на Magirus 232 D 19, 1200 мм для 10-цилиндрового на Magirus 290 D 26. Кабины бамовских Магирусов были трёхместными, цельнометаллическими, термо-шумоизолированными, с панорамными трёхслойными ветровыми стеклами и регулируемыми эргономическими сиденьями для водителей.
К раме водительская кабина крепилась: спереди — с помощью двух кронштейнов и резиновых подушек, сзади — на резиновой подушке в центре опорной дуги, прикреплённой перпендикулярно к лонжеронам рамы. Кроме этого, для более плавного качания кабины во время движения по неровностям, сзади с каждой её стороны было установлено по два гидравлических амортизатора.
Края крыльев передних колёс Магирусов имели защитные резиновые покрытия, на крыльях были смонтированы лампы указателей поворотов круглой формы и пружинные «антенны», служившие обозначением габаритов автомобиля и видимые водителю с его места. В отличие от стандартной комплектации, предполагавшей только две передние прямоугольные осветительные фары, размещённые в бампере, но конструкционно от него независящие (в случае небольшой деформации бампера по каким-либо причинам, фары сохраняли направленность света), бамовские Магирусы имели четыре фары — дополнительно две круглые, закреплённые сверху на бампере. Все четыре фары закрывались защитными решетками. Ещё одним отличием Магирусов, собираемых для Советского Союза, от стандартных моделей было наличие вдоль передних углов кабины двух вертикальных воздухозаборников, необходимость которых была вызвана условиями эксплуатации грузовиков практически вне автодорог с твёрдым покрытием.

### Система отопления
Для обогрева кабины были установлены две автономные «печки» — отопительно-вентиляционные установки фирмы Webasto, работавшие на дизельном топливе, с отдельным бачком для 2—2,5 литров топлива, которого, в зависимости от наружной температуры, хватало на обогрев в течение двух — восьми часов при неработающем двигателе. Один из отопителей располагался под кабиной у правой подножки, другой был закреплён снаружи сзади кабины на левом лонжероне рамы, он использовался также для обогрева аккумуляторов. Во время эксплуатации автомобиля обогрев кабины мог осуществляться также и от двигателя.

## Рулевое управление
Рулевое управление Магируса было оснащено гидроусилителем и состояло из: рулевой колонки с валом и колесом, гидроусилителя с насосом, бачка для жидкости, трубопровода усилителя, рулевого механизма типа винт-гайка, сошки, продольной и поперечной рулевых тяг. Рулевая колонка могла бесступенчато переставляться по высоте (40 мм) и наклону (10°).
Гидроусилитель руля брал на себя до 80 % усилия, необходимого для поворота передних колёс автомобиля. Насос гидроусилителя, установленный в задней части двигателя и вращаемый от шестерни привода топливного насоса, при 800 оборотах в минуту и давлении 100 кгс/см² обеспечивал прокачку 12 литров масла в минуту.
Рулевая колонка посредством двух карданных шарниров соединялась с рулевым механизмом, закреплённым на левом лонжероне рамы над передней рессорой. Картер рулевого механизма одновременно являлся и цилиндром гидроусилителя. В картере находилось несколько клапанов, с помощью которых осуществлялось управление усилителем: клапан управления для подачи масла в полость высокого давления цилиндра гидроусилителя, в клапане управления предохранительный клапан, предназначенный для снятия перегрузок в гидроусилителе, два клапана на отключение усилителя при положении рулевого механизма в крайних левом или правом положениях. С рулевого механизма на рычаги поворотных цапф передних колёс усилие вращения передавалось посредством сошки, продольной и поперечной тяг. Продольная тяга представляла собой полую штангу с шаровыми шарнирами на концах. Она соединяла рулевую сошку с рычагом поворотной цапфы левого колеса. Поперечная тяга — такая же полая штанга, соединяющая рычаги поворотных цапф левого и правого колёс. Максимальный угол поворота передних колёс составлял 42°.

## Трансмиссия
Для улучшения проходимости при тяжёлых дорожных условиях все автомобили оснащались шестиступенчатыми коробками передач, планетарными редукторами в ступицах колёс и блокируемыми дифференциалами, при этом у трёхосных грузовиков блокировались не только полуоси, но и оба ведущих моста — промежуточный и задний.

### Коробка передач
Коробка передач АК-6-90 разработки и производства фирмы ZF крепилась через однодисковое сцепление GF 420 KR (фрикционное, сухое, с цилиндрическими нажимными пружинами и дистанционным гидравлическим приводом) непосредственно к двигателю, составляя с ним один агрегат, закреплённый на раме, и располагалась под водительской кабиной, что и обусловило высокое расположение последней по сравнению с предыдущими моделями капотных Магирусов. КПП состояла из картера, в котором были смонтированы валы (ведущий, ведомый и промежуточный) с шестернями и подшипниками, а также привод гидроподъёмника (для самосвала) от промежуточного вала, и крышки картера, в которой был смонтирован механизм переключения передач. Максимальный крутящий момент КПП — 883 Н·м. Передаточные числа: I передачи — 7,03; II — 4,09; III — 2,45; IV — 1,5; V — 1,0; VI — 0,81; задней передачи — 6,48.

### Ведущие мосты
Магирусы имели открытую карданную передачу, которая была установлена таким образом, чтобы обеспечить минимальные углы в карданных шарнирах при перемещении мостов при езде и высокую равномерность передачи на них крутящего момента. Двухосные Мagirus 232 D 19 имели один задний ведущий мост, трёхосные Мagirus 290 D 26 — два ведущих моста — промежуточный и задний, образующие одну общую заднюю тележку. Мосты представляли собой неразъёмную пустотелую балку, состоящую из картера и кожухов полуосей, в которой были размещены: одинарная главная передача, состоящая из двух конических шестерён; дифференциал, состоящий из коробки дифференциала, двух конических полуосевых шестерён и четырёх сателлитов; полуоси разгруженного типа, соединявшиеся с солнечными шестернями колёсных планетарных редукторов, предназначенных для увеличения тягового усилия на ведущих колёсах. Конструктивно оба моста были аналогичными, за исключением того, что на промежуточном мосту устанавливался цилиндрический редуктор с межосевым дифференциалом и с возможностью его блокировки. Дифференциал был предназначен для распределения крутящего момента между мостами и обеспечения работы мостов с различной частотой вращения ведущих колёс при движении по неровной дороге.
Блокировка межосевого дифференциала, необходимая для предотвращения пробуксовки одного из мостов, осуществлялась пневматическим приводом с помощью вытяжки кнопки управления краном блокировки, находящейся в кабине на полу с правой стороны от водителя. Межколёсная блокировка дифференциала, включаемая при проскальзывании правых или левых ведущих колёс, осуществлялась сразу для обоих мостов также дистанционным пневматическим приводом, путём вытягивания кнопки в кабине, находящейся рядом с кнопкой межосевой блокировки.

## Тормозные системы
Автомобили оснащались тремя тормозными системами: рабочей — на всех колёсах; стояночной — на ведущих колёсах; вспомогательной — в системе выпуска отработавших газов. Пневматический привод тормозов состоял из четырёх независимых контуров: привод передних колёс, привод задних колёс (тележки) и прицепа, привод стояночного тормоза, привод управления вспомогательным тормозом. Рабочее давление воздуха — 7-8 кгс/см², минимальное давление, необходимое для работы тормозов — 4,5-5 кгс/см².
Рабочая тормозная система колёс представляла собой механизм барабанного типа с двумя внутренними колодками двухстороннего действия, приводимыми в действие клиновыми разжимными устройствами.
Стояночная тормозная система задних колёс состояла из ручного тормозного крана, расположенного в кабине водителя справа от его сиденья, и тормозных камер с пружинными энергоаккумуляторами, расположенных на корпусе рабочих тормозных камер.
Работа вспомогательного моторного тормоза компрессионного типа основывалась на использовании энергии противодавления в системе выпуска газов. Противодавление создавалось в выпускном газопроводе двигателя с помощью дроссельных заслонок, которые приводились в действие пневматическими цилиндрами и перекрывали проходные отверстия. Включался вспомогательный тормоз кнопкой пневматического крана, расположенной на полу кабины под рулевой колонкой. Использование вспомогательного тормоза снижало возможность заноса и опрокидывания автомобиля.

### Пневматическое оборудование тормозного привода
Пневматическое оборудование тормозного привода служит для создания запаса воздуха в тормозных системах и приведение их в случае необходимости в действие. На автомобилях было установлено следующее пневмооборудование:
- компрессор поршневого типа (одноцилиндровый), расположенный в передней части двигателя и приводимый в действие от шкива коленчатого вала, подающий воздух в пневмосистему, засасываемый из патрубка правого впускного трубопровода двигателя;
- воздушные резервуары, закреплённые на левом лонжероне рамы автомобиля и предназначенный для создания запаса нагнетаемого компрессором сжатого воздуха (модель Magirus 290 D 26 имела три резервуара с общим объёмом 94 литра);
- автоматический регулятор, расположенный на левом лонжероне рамы автомобиля и поддерживающий в воздушных резервуарах давление воздуха в пределах 6,5-7,2+0,3 кгс/см²;
- предохранитель испарительного типа против замерзания конденсата, включавшийся при температуре окружающего воздуха ниже +5°, в качестве рабочей жидкости в котором использовался этиловый денатурированный спирт, поглощавший из воздуха пневмосистемы влагу и превращавший её в незамерзающий конденсат;
- автоматический водоспускной вентиль, срабатывающий при понижении в системе давления ниже 1,5 кгс/см², через который незамерзающий конденсат выводился;
- четырёхконтурный предохранительный клапан, предназначенный для отключения одного из контуров пневматического привода в случае его повреждения[32].

## Ходовая часть
Ходовая часть Магируса, классическая для грузовиков — рама, состоящая из двух продольных лонжеронов переменного сечения (с усиливающими вставками), соединённых шестью траверсами, с закреплёнными на ней передней и задней зависимыми подвесками мостов с колёсами и шинами.

### Рама
Детали рам Магирусов штампованные и соединённые между собой заклёпками или с помощью сварки. На кронштейнах, соединённых с рамой болтами, закреплены: двигатель, сцепление, коробка передач, кабина, кузов либо надрамник, детали подвески, органов управления и других агрегатов. К передней части лонжеронов крепился буфер, к задней поперечине — тягово-сцепное устройство, у бортовых грузовиков с двусторонней амортизацией для длительной буксировки прицепов, у самосвалов — устройство для кратковременной буксировки, не предусматривающее возможности гашения динамических ударов и толчков.

### Подвеска
Магирусы имели зависимые подвески на четырёх полуэллиптических рессорах.
Передняя подвеска — две продольные рессоры с двумя, на каждую рессору, резиновыми ограничителями прогиба и двумя гидравлическими амортизаторами двустороннего действия. Каждая рессора состояла из десяти листов, соединённых одним центровым болтом и четырьмя хомутами. Передний край коренного листа крепился к неподвижному кронштейну на раме, задний — к качающейся серьге. К рессорам с помощью четырёх стремянок была жёстко прикреплена балка переднего моста .
Задняя подвеска трёхосного Магируса 290 балансирного типа состояла из: двух продольных перевёрнутых полуэллиптических рессор, десять листов каждой из которых были скреплены одним центровым болтом и двумя хомутами; вала балансира и двух опор для него, расположенных на лонжеронах рамы, к этим опорам своей средней частью крепились также и рессоры; балок промежуточного и заднего мостов, прикреплённых к концам рессор; реактивных штанг, которые связывали мосты с рамой и воспринимали усилия от реактивного и тормозного моментов и передавали на раму толкающее усилие (четыре нижние реактивные штанги связывали балки мостов с кронштейнами опор вала балансира, две верхние — картеры редукторов мостов с кронштейнами на пятой поперечине рамы); ограничителя (троса) вертикального перемещения заднего моста для исключения возможности задевания карданного вала за вал балансира.

### Передний мост
Передний мост — стальная балка двутаврового сечения с выгибом в середине вниз для возможности более низкой установки двигателя, по краям с площадками для крепления передних рессор. Балка при помощи шкворней шарнирно соединялась с поворотными цапфами со ступицами с тормозными барабанами. Поперечный наклон шкворней составлял 4°±10’, продольный — 3°±15’, угол развала колёс — 1°30’±25’, схождение — 0-4 мм. Усилие от рулевого управления передавалось на левую поворотную цапфу при помощи рычага, соединённого с продольной рулевой тягой, на правую цапфу — поперечной тяги от левой. Максимальный угол поворота передних колёс составлял 42° и был ограничен двумя выступами на балке моста.

### Колёса и шины
Магирусы имели дисковые колёса со съёмными бортовыми кольцами. Задние колёса — двускатные, передние — односкатные. Все колёса были взаимозаменяемыми, крепились к ступицам десятью самоконтрящимися гайками. Магирусы комплектовались радиальными камерными с универсальным рисунком протектора шинами фирмы «Континенталь». Для уменьшения износа шин и улучшения управляемости колёса балансировались с помощью грузиков, закрепляемых на ободе. Рекомендуемое давление в передних шинах — 6,5 кгс/см², в задних — 6,0 кгс/см², отклонение от нормы — не более 0,2 кгс/см².

## Бортовая и самосвальная платформы
В зависимости от назначения, Магирусы оборудовались бортовыми или самосвальными платформами. Бортовые платформы, изготовленные из дерева, имели двухслойное основание и крепились непосредственно к раме грузовика. Боковые и задний борта были открывающимися. Внутренние размеры платформ: Magirus 232 D 19 L — 4,3×2,3×1,0 м, Magirus 290 D 26 L — 4,6×2,40×0,6 м. Изготавливались кузова фирмой Kögel.
Для выполнения карьерных работ и перевозки других сыпучих материалов с возможностью их самостоятельной разгрузки основная часть Магирусов была оборудована самосвальными платформами, которые состояли из трёх основных конструктивных узлов: собственно кузова, гидравлического подъёмника для разгрузки назад и надрамника, который крепился к раме и служил для её усиления и как основа для крепления кузова, подъёмника, масляного бака и других агрегатов. Самосвалы оборудовались кузовами фирм Meiller, Kässbohrer Fahrzeugwerke и Kögel. Четырнадцатитонные самосвалы Мagirus 290 D 26 K имели кузова карьерного типа (без заднего борта) объёмом 11 м³. Угол подъёма кузова составлял 60°, время подъёма — 16-18 сек., высота поднятого кузова — почти 7 метров. Объём гидросистемы подъёмного механизма равнялся 48 литрам.
Маgirus 232 D 19 K имели две модификации кузовов: карьерный с объёмом 7,2 м³ и кузов с задним бортом объёмом 8 м³. На этих самосвалах система выхлопных газов была сконструирована таким образом, что отработавшие газы проходили через полости в рёбрах жёсткости кузова, это препятствовало при сильных морозах примерзанию к днищу и бортам кузова перевозимых сыпучих материалов (грунт, песок) в случае их повышенной влажности.
| Сравнительная таблица тех. характеристик строительных грузовиков, эксплуатировавшихся в СССР во второй половине 70-х годов | Сравнительная таблица тех. характеристик строительных грузовиков, эксплуатировавшихся в СССР во второй половине 70-х годов | Сравнительная таблица тех. характеристик строительных грузовиков, эксплуатировавшихся в СССР во второй половине 70-х годов | Сравнительная таблица тех. характеристик строительных грузовиков, эксплуатировавшихся в СССР во второй половине 70-х годов | Сравнительная таблица тех. характеристик строительных грузовиков, эксплуатировавшихся в СССР во второй половине 70-х годов | Сравнительная таблица тех. характеристик строительных грузовиков, эксплуатировавшихся в СССР во второй половине 70-х годов | Сравнительная таблица тех. характеристик строительных грузовиков, эксплуатировавшихся в СССР во второй половине 70-х годов | Сравнительная таблица тех. характеристик строительных грузовиков, эксплуатировавшихся в СССР во второй половине 70-х годов |
| Грузовик | Грузовик | Колёсная формула | Мощность двигателя в л. с.                                                                                                 | Система охлаждения двигателя                                                                                               | Расход топлива на 100 км                                                                                                   | Грузо- подъёмность | Макс. скорость |
| --- | --- | --- | --- | --- | --- | --- | --- |
| | М 232 D 19 | 4×2 | 232 л. с. при 2650 об/мин                                                                                                  | Воздушное охлаждение | 20 л | 10 тонн | 77 км/ч |
| | M 290 D 26 | 6×4 | 290 л. с. при 2650 об/мин                                                                                                  | Воздушное | 26 л | 14,5 тонн | 73 км/ч |
| | Tatra-148S3 | 6x6 | 212 л. с. при 2000 об/мин                                                                                                  | Воздушное | 32 л | 16 тонн | 80 км/ч |
| | МАЗ 503 | 4×2 | 180 л. с. при 2100 об/мин                                                                                                  | Жидкостное охлаждение | 28 л | 7 тонн | 70 км/ч |
| | КамАЗ 5511 | 6×4 | 210 л. с. при 2600 об/мин                                                                                                  | Жидкостное | 30 л | 10 тонн | 90 км/ч |
| | КрАЗ 256Б | 6×4 | 240 л. с. при 2100 об/мин                                                                                                  | Жидкостное | 38 л | 12 тонн | 62 км/ч |

## Дизельные двигатели воздушного охлаждения

### Первый двигатель с воздушным охлаждением
Первый дизельный двигатель с воздушным охлаждением, на базе которого были разработаны все последующие модели, в том числе и для бамовских Магирусов, был сконструирован инженерами Deutz в 1943 году по заказу вермахта на основе F 4М 513 — собственного же 4-цилиндрового рядного дизеля, но с водяным охлаждением. Требование предъявлявшееся к двигателю — надёжная работа при температуре окружающей среды от −40°С до +60°С. С осени 1944 года в производство пошёл новый двигатель, получивший обозначение F 4L 514, в котором кроме воздушного охлаждения, новшеством также были вихревые камеры. За счёт этого примерно на 10 % уменьшились расход топлива, температурная нагрузка на блок цилиндров, головку блока и поршни и улучшился холодный старт двигателя. Новый Deutz F 4L 514 устанавливался на спроектированный австрийской фирмой Steyr Daimler Puch гусеничный тягач «Восток» (нем. Raupenschlepper Ost), который по лицензии с февраля 1943 года производился на заводах Magirus-Deutz и во время войны использовался в боевых действиях против Красной Армии.

### Фирменный знак
После введённой во второй половине 40-х на моторных заводах KHD унификации производства, позволившей в различных конструкциях многократно применять одни и те же детали и узлы, Magirus-Deutz смог предложить своим клиентам самый широкий на германском рынке выбор как моделей грузовиков так и их моторизации. При этом автомобили всё больше стали оснащаться дизельными двигателями с воздушным охлаждением.
В середине XX века жидкостное охлаждение, по сравнению с воздушным, имело ряд недостатков: моторная охлаждающая жидкость, производившаяся в то время, была пригодна для использования в течение только лишь одного зимнего сезона; использование воды в качестве охладителя в осенний и весенний периоды было связано с риском разморозить двигатель, ремонт которого был дорогостоящим; и вода и ОЖ, являясь агрессивной жидкостью по отношению к материалам, из которых изготавливались системы охлаждения двигателя, вызывали коррозию системы, что приводило к нередким случаям её повреждения. Применение воздушного охлаждения устраняло все эти недостатки и упрощало конструкцию двигателя. Кроме этого, более быстрый набор двигателем рабочей температуры способствовал уменьшению износа стенок цилиндров, то есть более длительному сроку эксплуатации двигателя. Вес двигателей, в зависимости от типа, уменьшался на 70 — 150 килограммов.
С 1948 года уже практически на всей продукции Magirus-Deutz устанавливались двигатели с воздушным охлаждением, которые стали с этого времени своеобразным фирменным знаком. В 1953-54 гг. лишь 2 % от общего количества выпускавшихся Deutz-моторов были с водяным охлаждением и использовались преимущественно при производстве железнодорожных локомотивов, генераторов, водяных насосов и других агрегатов.
С 1968 года на построенном в Ульме новом моторном заводе в непосредственной близости от автосборочного завода (до этого все двигатели для Magirus-Deutz поставлялись из Кёльна) началось производство двигателей, имевших типовой номер 4 (Deutz FL 413), которые устанавливались и на бамовские Магирусы.

## Краткие технические характеристики и описание FL 413
- F — автомобильный двигатель (нем. Fahrzeug-Motor),
- 10 — количество цилиндров,
- L — воздушное охлаждение (нем. Luft-Kühlung),
- 4 — типовой номер,
- 13 — ход поршня в сантиметрах[44]

Дизельные двигатели Deutz FL 413 были: 4-тактными, с непосредственным впрыском, V-образными, с углом развала между цилиндрами 90°. Конструктивными особенностями двигателей было: воздушное охлаждение, оригинальный рабочий процесс с пристеночно-плёночным смесеобразованием, надёжные системы терморегулирования и пуска. Двигатели имели большую мощность, высокую экономичность, хорошую ремонтопригодность, высокую жёсткость и компактность конструкции.
413-е являлись модификацией Deutz FL 312, таких же V-образных двигателей с непосредственным впрыском топлива, которые в свою очередь заменили вихрекамерный двигатель шестого типа, разработанные в первой половине 50-х годов. По сравнению с FL 312, в новых двигателях за счёт увеличения хода поршня (с 120 до 125(130) мм) и диаметра цилиндра (с 115 до 120 мм) были увеличены рабочий объём двигателя (рабочий объём одного цилиндра равнялся 1412 см³) и соответственно его мощность, что не в последнюю очередь было вызвано существовавшими в Германии законодательными нормами, регулирующими соотношение мощности двигателя к полной разрешённой массе автомобиля — 6 л. с./тоннa с 1957 года и 8 л. с./тоннa с 1972 года.
Практически только в 10-цилиндровом F 10L 413 длина хода поршня соответствовала маркировке, все остальные двигатели данного типа, 6-, 8- и 12-цилиндровые, имели ход поршня 125 мм.
Кроме увеличения рабочего объёма, FL 413 получили: двойной фильтр тонкой очистки масла для главной масляной магистрали и дополнительный центробежный фильтр, увеличенный с 10-ти до 16-ти литров объём масляного картера, комбинированный бумажный воздушный фильтр с циклонным пылеуловителем, кованые поршни, фосфатированные гильзы цилиндров, ферро-оксидированные толкатели клапанов и другие новшества, способствующие увеличению срока эксплуатации двигателей. Практически все детали двигателей из типового ряда FL 413 от 6- до 12-цилиндрового, такие как: шатуны, толкатели, форсунки, втулки, шпонки и т. д. были идентичными, чем упрощался процесс ремонта моторов и заказа запчастей.

### Кривошипно-шатунный механизм
Magirus 232 D 19 оснащались 8-цилиндровыми, Magirus 290 D 26 — 10-цилиндровыми двигателями. Рубашки цилиндров изготавливались, как и картеры, из чугуна. Головки цилиндров изготавливались из сплавов лёгких (алюминиевых) металлов. Цилиндры были раздельными взаимозаменяемыми — при ремонте они могли меняться по-отдельности, снаружи с ребристой поверхностью для увеличения площади охлаждения.
Основные части кривошипно-шатунного механизма FL 413: картер, цилиндры, головки цилиндров, поршни с кольцами и поршневыми пальцами, шатуны, коленчатый вал, маховик и поддон картера. Картер был разделён на отсеки, в которых устанавливались цилиндры правого и левого ряда. Нижние торцевые части имели толстостенные арки — коренные опоры коленчатого вала. Над ними располагались опоры с подшипниками для распределительного вала, находившего в верхней части двигателя, между развалом цилиндров. Снизу картер закрывался поддоном — резервуаром для масла.
Каждый цилиндр имел три продольные сквозные отверстия для крепления его вместе с головкой цилиндра при помощи шпилек через регулировочные и уплотнительные кольца в посадочное гнездо на картере. Номинальный размер гильзы цилиндра — 120,0+0,035 мм, первый ремонтный — 120,5+0,040 мм, второй ремонтный — 121,0+0,040 мм. Головки цилиндров, как и сами цилиндры, раздельные, с отверстиями впускных и выпускных каналов, для расположения форсунки, под гнёзда вставных сёдел и направляющих клапанов. В нижней привалочной, тщательно отшлифованной, поверхности каждой головки имелось углубление для камеры сгорания размером по высоте 7,3+0,1 мм. Для герметичности между цилиндрами и головками устанавливались уплотнительные чугунные кольца. Поршни изготавливались из высококремнистого алюминиевого сплава, в их толстостенном днище имелась камера для пристеночно-плёночного смесеобразования. В головке поршня устанавливались четыре кольца: три компрессионных и одно маслосъёмное. Головка имела меньший диаметр, чем юбка. Кроме этого, в поперечном сечении юбка поршня имела форму эллипса. Номинальный диаметр поршня — 119,89−0,02 мм.
Коленчатый вал FL 413 имел конструктивную особенность — в целях уменьшения массы, шатунные шейки были выполнены полыми. В этих полостях происходило дополнительная очистка масла двигателя — грязевые частицы центробежной силой отбрасывались в грязеуловители, расположенные в впрессованных маслонаправляющих втулках, а очищенное масло подавалось к шатунным подшипникам. Чугунный тщательно сбалансированный маховик двигателя крепился к торцу коленчатого вала. С другой стороны к нему крепились ведущий вал коробки передач и сцепление.

### Газораспределительный механизм
Основные части газораспределительного механизма FL 413 клапанного типа с верхним расположением клапанов: распределительный вал, откованный из стали с термически обработанными для повышения износостойкости и тщательно отшлифованными кулачками и опорными шейками; толкатели, изготовленные из стали в виде стакана с расширенным дном-тарелкой, наплавленной специальным чугуном высокой износостойкости и скользящей по кулачку распредвала; штанги — стальные бесшовные трубки с запресованными с обеих сторон износостойкими наконечниками; стальные штампованные коромысла с длинным и коротким плечами, опирающимися на стержень клапана и через регулировочный винт на наконечник штанги; клапаны, изготовленные из высоколегированной стали с сёдлами из специального жаропрочного чугуна, с углом фаски тарелки в 45°; пружины — по две на клапан; направляющие втулки, запрессованные в головках цилиндров.
Вращательное движение распредвалу передавалось от коленчатого через шестерню. Рабочий цикл во всех цилиндрах двигателя происходил за два оборота коленчатого вала = один оборот распределительного. Для каждого из цилиндров на распредвале было расположено по два кулачка, одинаковых для впускного и выпускного клапанов, которые открывались и закрывались следующим образом: впускной клапан открывался за 20° до прихода поршня в ВМТ, а закрывался через 54° после прохождения поршнем НМТ; выпускной клапан открывался за 66° до прихода поршня в НМТ, а закрывался через 22° после прохождения поршнем ВМТ. Между стержнем клапана и плечом коромысла при холодном двигателе устанавливался зазор (для впускного — 0,2 мм, для выпускного — 0,3 мм), который компенсировал удлинение стержня клапана при нагревании, предотвращая нарушение плотности посадки клапана в гнезде.

### Система охлаждения
Средняя температура рабочего цикла двигателя FL 413 составляла 880—900 °C. Для поддержания двигателя в оптимальном рабочем состоянии, а также исключения возможностей заклинивания поршней, выгорания смазки, выплавления подшипников или какой-либо другой порчи двигателя, в Магирусах использовалась автоматическая система принудительного воздушного охлаждения, с помощью которой температура мотора, определяемая термодатчиками в головках цилиндров, держалась в пределах 170—175 °C. Температура масла в системе смазки двигателя, определяемая термодатчиком в корпусе масляного фильтра, удерживалась в пределах 115—120 °C. Датчик был соединён с аварийной лампочкой красного цвета, которая находилась в блоке контрольных ламп на панели приборов в кабине водителя и загоралась в случае превышения допустимой максимальной температуры. Для контроля температуры в головках цилиндров, на панели приборов имелось два циферблатных указателя с градуированными шкалами серого и красного цветов, а в блоке контрольных ламп — ещё одна аварийная сигнальная лампочка красного цвета, которая была соединена с третьим датчиком в одной из головок цилиндров.
Двигатель был снабжён автоматическим регулированием теплового режима, при котором учитывалось три параметра-температуры: масла в системе смазки двигателя; охлаждающего воздуха при выходе из воздушного тракта после соприкосновения с нагретыми частями двигателя; отработавших газов. .
Система воздушного охлаждения двигателя состояла из: многолопастного вентилятора с гидравлическим приводом (гидромуфтой, автоматически увеличивающей или уменьшающей частоту вращения в зависимости от температуры двигателя и количества масла, подаваемого под давлением на её лопасти, которое, например, могло увеличиваться при увеличении частоты вращения коленчатого вала или понижения вязкости при высоких температурах); терморегулятора — терморегулирующего стержня, изготовленного из специального сплава и имеющего постоянный коэффициент линейного расширения, установленного в правом выпускном воздушном трубопроводе и управляющего режимом работы гидромуфты путём воздействия на клапан, регулирующий подачу масла в гидромуфту; масляных и воздушных трубопроводов; накладок, перегородок и направляющих дефлекторов, служащих для направления охлаждающего воздуха к ребристым поверхностям цилиндров и их головок.

### Система смазки
| Сравнительная таблица тех. характеристик дизельных двигателей, второй половины 70-х годов | Сравнительная таблица тех. характеристик дизельных двигателей, второй половины 70-х годов | Сравнительная таблица тех. характеристик дизельных двигателей, второй половины 70-х годов | Сравнительная таблица тех. характеристик дизельных двигателей, второй половины 70-х годов | Сравнительная таблица тех. характеристик дизельных двигателей, второй половины 70-х годов | Сравнительная таблица тех. характеристик дизельных двигателей, второй половины 70-х годов | Сравнительная таблица тех. характеристик дизельных двигателей, второй половины 70-х годов | Сравнительная таблица тех. характеристик дизельных двигателей, второй половины 70-х годов | Сравнительная таблица тех. характеристик дизельных двигателей, второй половины 70-х годов |
| Двигатель                                                                                 | Рабочий объём                                                                             | Максимальная мощность                                                                     | Максимальный крутящий момент                                                              | Количество цилиндров                                                                      | Конфигурация                                                                              | Диаметр цилиндра                                                                          | Ход поршня                                                                                | Степень сжатия                                                                            |
| ----------------------------------------------------------------------------------------- | ----------------------------------------------------------------------------------------- | ----------------------------------------------------------------------------------------- | ----------------------------------------------------------------------------------------- | ----------------------------------------------------------------------------------------- | ----------------------------------------------------------------------------------------- | ----------------------------------------------------------------------------------------- | ----------------------------------------------------------------------------------------- | ----------------------------------------------------------------------------------------- |
| Deutz F 8L 413                                                                            | 11 310 см³                                                                                | 232 л. с. при 2650 об/мин                                                                 | 687 Н·м при 1300 об/мин                                                                   | 8                                                                                         | V-образный двигатель                                                                      | 120 мм                                                                                    | 125 мм                                                                                    | 18,2                                                                                      |
| Deutz F 10L 413                                                                           | 14 702 см³                                                                                | 290 л. с. при 2650 об/мин                                                                 | 873 Н·м при 1200 об/мин                                                                   | 10                                                                                        | V-образный                                                                                | 120 мм                                                                                    | 130 мм                                                                                    | 18,2                                                                                      |
| ЯМЗ-236 (МАЗ-503)                                                                         | 11 150 см³                                                                                | 180 л. с. при 2100 об/мин                                                                 | 667 Н·м при 1250 об/мин                                                                   | 6                                                                                         | V-образный                                                                                | 130 мм                                                                                    | 140 мм                                                                                    | 17,5                                                                                      |
| ЯМЗ-238 (КрАЗ-256Б)                                                                       | 14 866 см³                                                                                | 240 л. с. при 2100 об/мин                                                                 | 889 Н·м при 1250 об/мин                                                                   | 8                                                                                         | V-образный                                                                                | 130 мм                                                                                    | 140 мм                                                                                    | 17,5                                                                                      |
| КАМАЗ 740                                                                                 | 10 850 см³                                                                                | 210 л. с. при 2600 об/мин                                                                 | 637 Н·м при 1500 об/мин                                                                   | 8                                                                                         | V-образный                                                                                | 120 мм                                                                                    | 120 мм                                                                                    | 16,5                                                                                      |

## Преимущества Магирусов
Благодаря эффективной очистке топлива, воздуха и масла, надёжным системам питания и выпуска отработавших газов, высокой степени сжатия топливной смеси, у «Магирусов» была достигнута высокая литровая мощность и минимальный удельный расход топлива. Двигатели «Магирусов», особенно в условиях суровых сибирских зим, имели значительные преимущества перед другими аналогичного класса двигателями, и в частности с водяным охлаждением, строившимися в то время:
- по сравнению с двигателями водяного охлаждения до 20 % уменьшалось количество неисправностей (негерметичность радиатора и трубопроводов, отказы в работе термостата и т. п.), исключалась возможность замораживания двигателя, обеспечивались лучшие пусковые качества: без предварительного подогрева при температуре окружающего воздуха до −15 °C, а с использованием устройства облегчения пуска двигателя — до −25 °C;
- более высокое среднее значение температуры цилиндров работающего двигателя способствовало не такому быстрому образованию нагара на стенках камеры сгорания и, соответственно, уменьшению потери первоначальной мощности;
- меньшая масса двигателя способствовала его более быстрому прогреву и, соответственно, уменьшению износа деталей кривошипно-шатунного механизма;
- цилиндры и головки цилиндров были раздельными и взаимозаменяемыми, что было более удобно при ремонте;
- расположение распредвала, топливного насоса высокого давления и вала привода вентилятора с гидромуфтой в развале между цилиндрами обеспечивало удобный доступ для обслуживания и ремонта[56].

По сравнению с советскими автомобилями «Магирусы» имели более высокие динамические качества, хорошие эксплуатационные и экономические показатели, отличались комфортабельностью и лёгкостью в управлении в любых климатических и дорожных условиях. Имели конструктивные особенности: мощные дизельные двигатели воздушного охлаждения с автоматической регулировкой теплового режима, несинхронизированные шестиступенчатые коробки передач, эффективные системы отопления и вентиляции водительских кабин, стояночные тормоза с пружинными энергоаккумуляторами. Кроме этого, трёхосные грузовики оснащались межосевой и межколёсной блокировкой дифференциалов, на промежуточных мостах — цилиндрическими редукторами (вместо раздаточных коробок). Большинство агрегатов и узлов, применяемых на «Магирусах», конструктивно значительно отличались от производившихся в советском автомобилестроении и были несколько сложней отечественных аналогов.

## Галерея
- Двигатель F 10L 413. Цилиндры и торец патрубка вывода отработавших газов
- Кабина автомобиля Magirus-Deutz. Вид с водительского места
- Амортизатор кабины автомобиля
- Магирусы на ежегодной встрече в Нойштадте на Айше
- Воздушные резервуары тормозной системы автомобиля
- Kапотные Магирусы двух поколений
- Кабина автомобиля (указатели поворота и габарита)
- Автобусы Magirus-Deutz в Нойштатде на Айше
- Эмблема «300 000 без капремонта» на передней облицовке Магируса
- Магирус на улице в Германии